# Botafumeiro

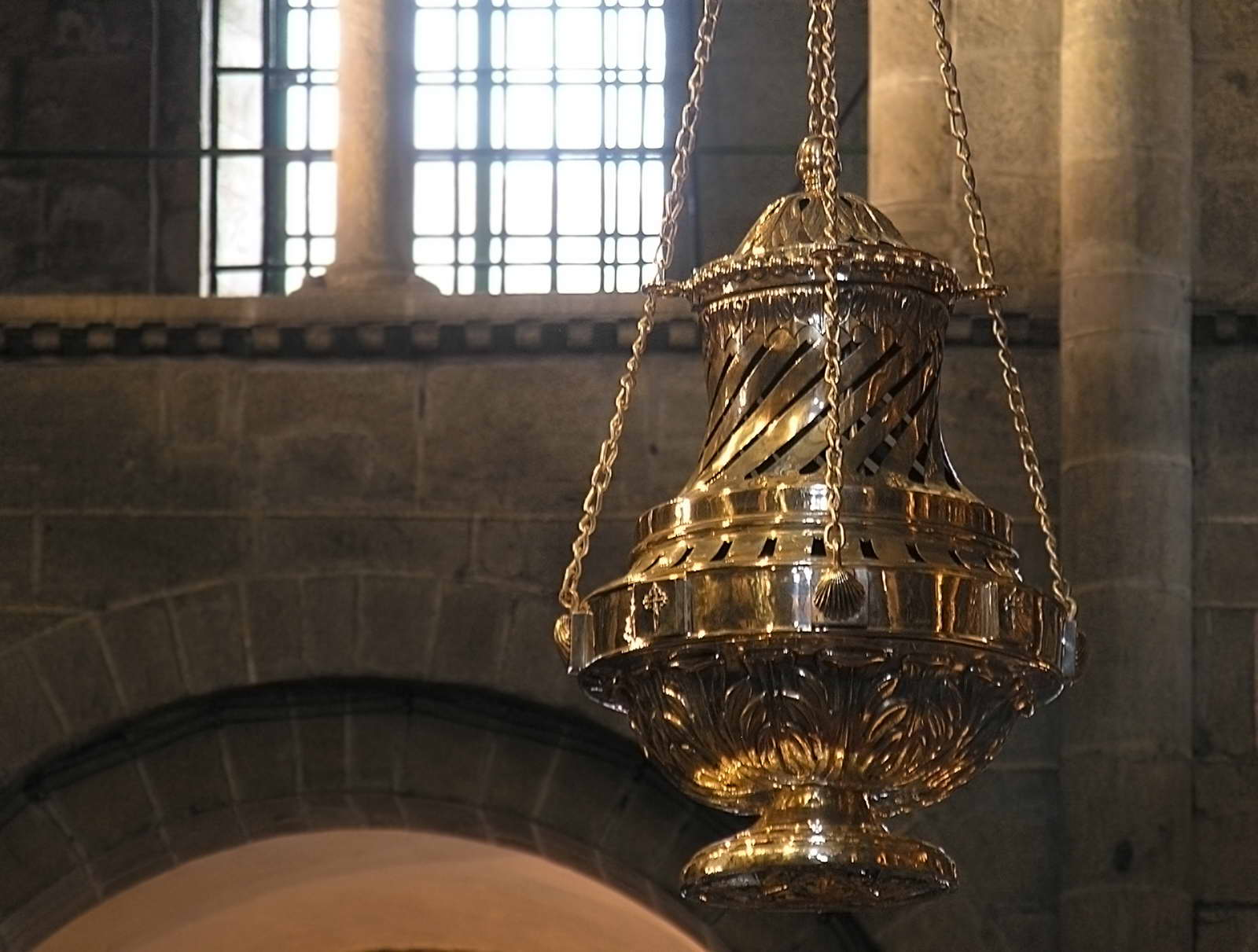
Botafumeiro – zbliżenie

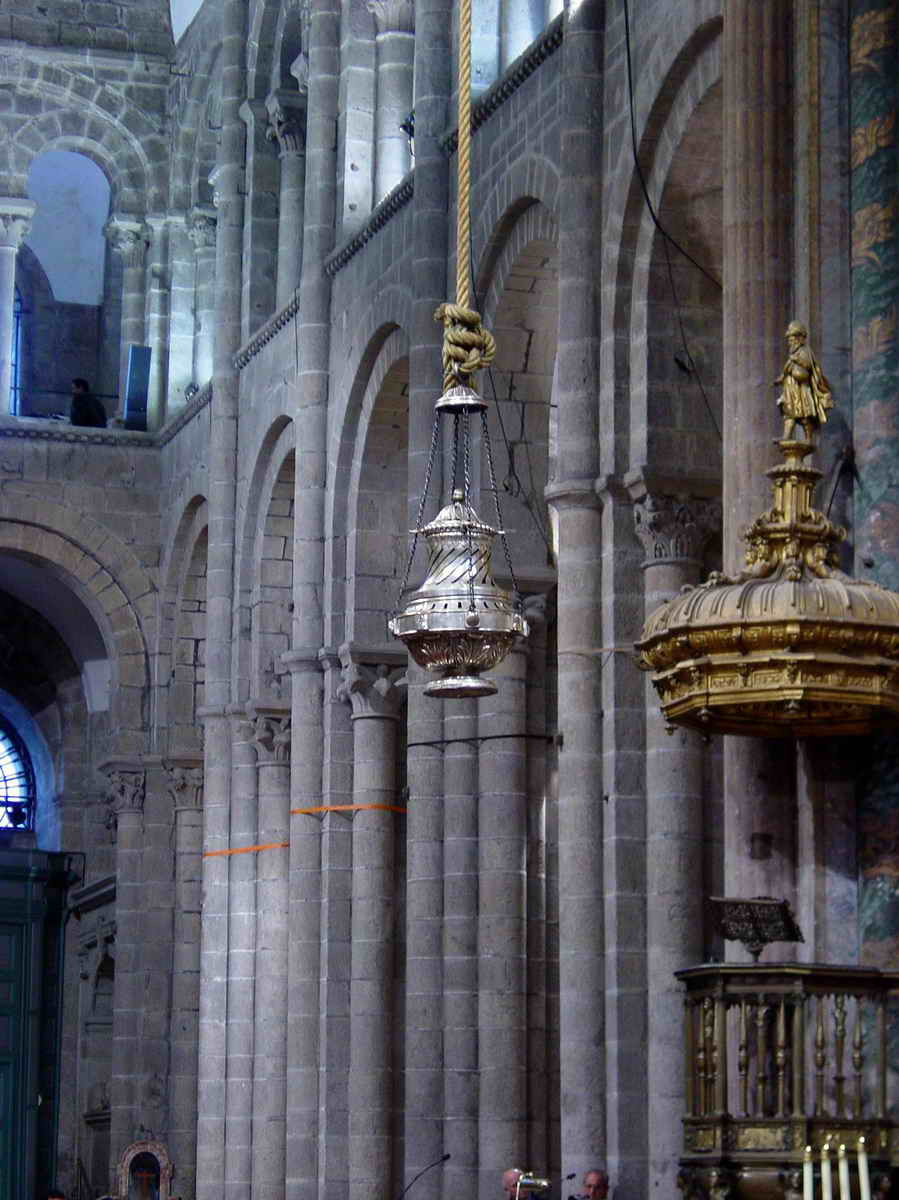
Botafumeiro – w oddaleniu

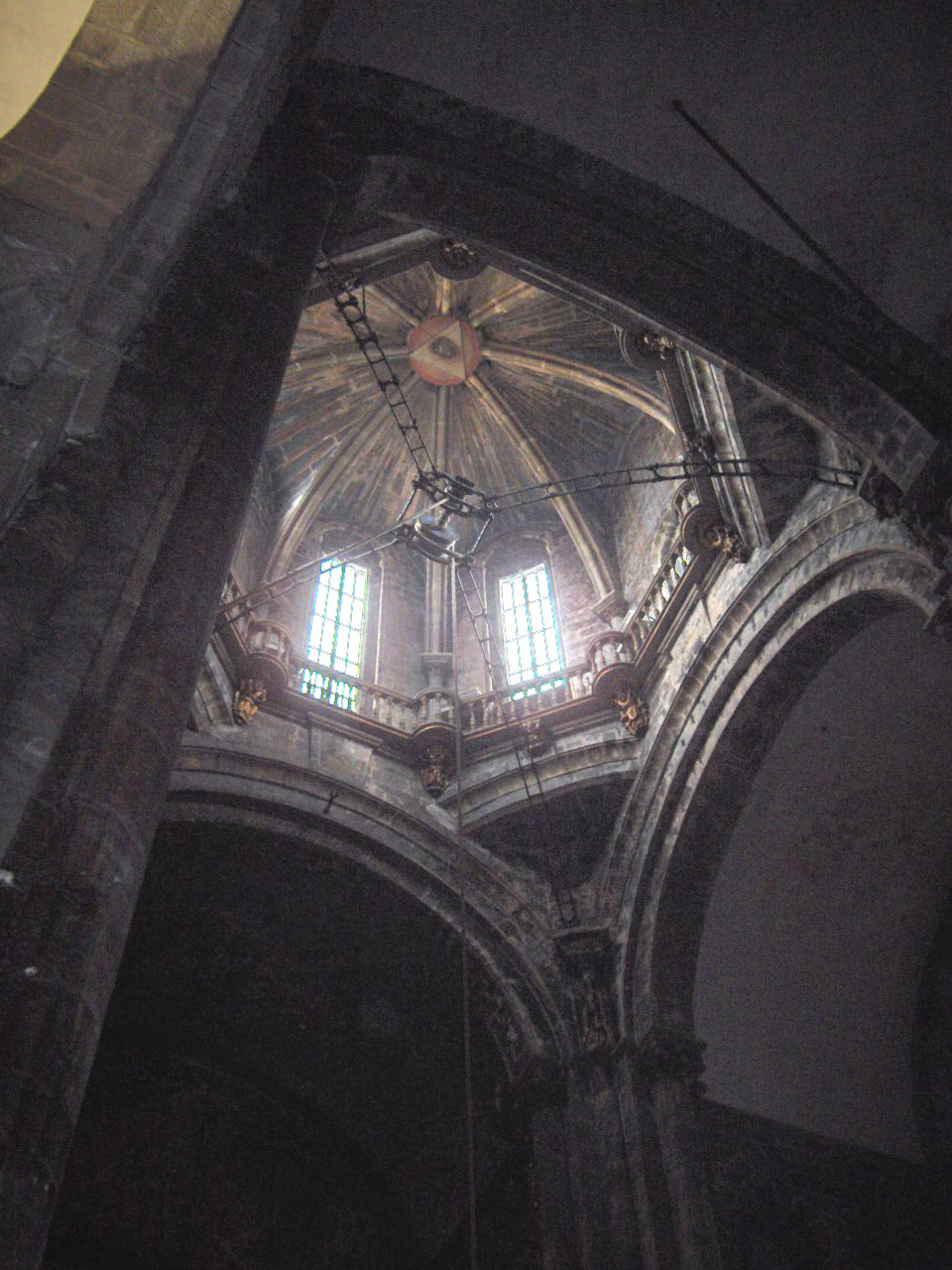
Zawieszenie Botafumeiro

Botafumeiro (gal. wydzielający dym) – największy na świecie trybularz znajdujący się w katedrze w Santiago de Compostela. Mierzy 160 cm wysokości i puste waży 62 kg. Do jego rozpalenia potrzeba 400 g węgla drzewnego i kadzidła. Stale eksponowane jest w bibliotece katedralnej, a używane tylko w czasie ważniejszych i bardziej uroczystych nabożeństw.

## Historia
Zachowane przekazy źródłowe wzmiankują kadzielnicę w 1300, choć według tradycji miało się znajdować w katedrze już w XI w. Pierwsze Botafumeiro, którego pochodzenie i historia są dokładnie udokumentowane, ufundowane zostało w XV w. przez króla francuskiego Ludwika XI. Było wykonane ze srebra i bardzo bogato zdobione. W kwietniu 1809 r. zostało zrabowane przez żołnierzy Napoleona i przetopione na kruszec. Obecna kadzielnica została ufundowana w 1851 r. przez miejscowych posiadaczy ziemskich i wykonana przez złotnika José Losada. Wykonana z brązu i mosiądzu, pokryta jest 20-mikrometrową warstwą srebra. Ozdobiona jest bogatą dekoracją ornamentalną. W 2006 r. została odnowiona i ponownie posrebrzona.
Zgodnie z tradycją zapach kadzidła wydalany z Botafumeiro miał także właściwości lecznicze – w celach profilaktycznych pielgrzymi wdychali dym z myślą, by uchronić się przed różnymi epidemiami i chorobami. Uważa się również, że pierwotnie kadzidlany dym miał przede wszystkim stłumić odór niemytych ciał tysięcy pielgrzymów.

## Mechanizm
Zachowany do dziś mechanizm do rozkołysania trybularza pochodzi z 1604 r., umieszczony jest pod kopułą katedry. Obsługa kadzielnicy, w tym jej podwieszenie na linie, rozpalenie i rozkołysanie, jest zadaniem ośmiu specjalnych funkcjonariuszy katedralnych zwanych tiraboleiros, którzy występują w specjalnych purpurowych szatach. Rozkołysane Botafumeiro osiąga prędkość około 60 km/h, umożliwia okadzanie całego wnętrza katedry i włączenie do aktu eucharystii tłumów pielgrzymów zgromadzonych w różnych miejscach tej wielkiej świątyni.